# 电尕镇
电尕镇，是中华人民共和国甘肃省甘南藏族自治州迭部县下辖的一个乡镇级行政单位。

## 行政区划
电尕镇下辖以下地区：
城西社区、城东社区、电尕村、蔬菜村、更古村、恰告村、拉路村、亚安村和吾子村。